# Andrea Conti
Andrea Conti (ur. 2 marca 1994 w Lecco) – włoski piłkarz grający na pozycji obrońcy we włoskim klubie Parma Calcio, do którego jest wypożyczony z A.C. Milanu oraz w reprezentacji Włoch.

## Kariera klubowa
Conti jest wychowankiem Atalanty BC, gdzie w młodzieżowych zespołach przez wiele lat grał m.in. z Mattią Caldarą i Roberto Gagliardinim. Zanim Conti zadebiutował w pierwszym zespole był wypożyczany do Perugii (z którą w sezonie 2013/2014 wygrał Serie C1) i drugoligowego Virtusu Lanciano. Po powrocie do Bergamo po raz pierwszy zagrał w Atalancie 2 grudnia 2015 w przegranym 1:3 z Udinese Calcio meczu 4. rundy Pucharu Włoch. W Serie A zadebiutował zaś w przegranym 1:2 spotkaniu z tym samym rywalem.
W sezonie 2016/2017 Conti był już podstawowym zawodnikiem Atalanty, która osiągnęła największy sukces w historii jakim było zajęcie czwartego miejsca w Serie A i zdobycie rekordowych w historii klubu 72 punktów we włoskiej elicie.
7 lipca Conti podpisał pięcioletni kontrakt z A.C. Milan, który zapłacił Atalancie 24 miliony euro i oddał Matteo Pessinę. W Milanie Conti zadebiutował 27 lipca w spotkaniu trzeciej rundy eliminacji Ligi Europy z Universitateą Krajowa. W Rumunii mediolańczycy wygrali 1:0, a Conti w 73. minucie gry zastąpił Ignazio Abate. Rozgrywki ligowe rozpoczął jako podstawowy zawodnik, ale potem doznał urazu stawu skokowego, a następnie zerwał więzadła krzyżowe w kolanie.

### Statystyki
Stan na 11 listopada 2017
| Klub        | Liga i sezon     | Liga  | Liga | Puchar kraju | Puchar kraju | Liga Europy UEFA | Liga Europy UEFA | Inne  | Inne | Razem | Razem |
| Klub        | Liga i sezon     | Mecze | Gole | Mecze        | Gole         | Mecze            | Gole             | Mecze | Gole | Mecze | Gole  |
| ----------- | ---------------- | ----- | ---- | ------------ | ------------ | ---------------- | ---------------- | ----- | ---- | ----- | ----- |
| Perugia     | Serie C1 2013/14 | 16    | 0    | 1            | 0            | –                | –                | 1     | 0    | 18    | 0     |
| Virtus      | Serie B 2014/15  | 24    | 0    | 1            | 0            | –                | –                | –     | –    | 25    | 0     |
| Atalanta BC | Serie A 2015/16  | 14    | 2    | 1            | 0            | –                | –                | –     | –    | 15    | 2     |
| Atalanta BC | Serie A 2016/17  | 33    | 8    | 2            | 0            | –                | –                | –     | –    | 35    | 8     |
| Atalanta BC | Razem            | 47    | 10   | 3            | 0            | –                | –                | –     | –    | 50    | 10    |
| A.C. Milan  | Serie A 2017/18  | 2     | 0    | 0            | 0            | 3                | 0                | –     | –    | 5     | 0     |
| Łącznie     | Łącznie          | 89    | 10   | 5            | 0            | 3                | 0                | 1     | 0    | 98    | 10    |

## Kariera reprezentacyjna
Conti we włoskich drużynach narodowych grał od 2010 roku i występu w kadrze U-17. Z drużyną U-21 zaś wystąpił w młodzieżowych mistrzostwach Europy 2017. W Polsce Włosi dotarli do półfinału zawodów.
Do pierwszej reprezentacji po raz pierwszy został powołany w lutym 2017 roku. Było to trzydniowe krajowe zgrupowanie w Coverciano, podczas którego Włosi nie rozegrali żadnego spotkania. Conti zagrał za to w meczu z San Marino 31 maja 2017. Włosi wygrali 8:0, a Conti grał do 69. minuty, gdy zastąpił go Cristiano Biraghi. Spotkanie to nie jest jednak uznawane za oficjalnie ani przez FIFA, ani przez FIGC.
Pierwszy oficjalny mecz w pierwszej kadrze Antonio Conti rozegrał więc 5 września 2017. Włosi pokonali wówczas Izraelczyków 1:0 w kwalifikacjach do mistrzostw świata 2018. Conti grał do 52. minucie, gdy z powodu kontuzji stawu skokowego opuścił boisko.